# Cotoneaster miniatus
Cotoneaster miniatus là loài thực vật có hoa trong họ Hoa hồng. Loài này được (Rehder & E.H. Wilson) Flinck & B. Hylmö mô tả khoa học đầu tiên năm 1966.